# 肺水腫
肺水腫（はいすいしゅ、pulmonary edema）とは、肺の実質（気管支、肺胞）に水分が染みだして溜まった状態をいう。溜まった水分により呼吸が障害され、呼吸不全に陥る。

## 概要
肺は酸素を取り入れ、二酸化炭素を排出するために、肺胞に空気を取り入れる。肺胞は網目状の毛細血管で取り巻かれており、そこで酸素と二酸化炭素の交換が行われる。この毛細血管から血液の液体成分が肺胞内へ滲み出した状態が肺水腫である。

## 原因
肺水腫の原因は、心臓の原因とそれ以外の原因に分けられる。前者は心原性肺水腫と呼ばれ、何らかの原因で心臓の左心室から全身へ血液を送り出す力が低下し、血液が肺に過剰に貯まる状態である。後者は非心原性肺水腫と呼ばれ、肺毛細血管が病的変化により、液体成分が滲み出して生じるものである。非心原性肺水腫の中でも、急性呼吸窮迫症候群と呼ばれるものは死亡率が高い疾患である。重症肺炎、敗血症、重症外傷など様々な疾患に引き続いて生じる場合が多い。
内因性には3つの原因が考えられる。
1. 血管内圧の上昇
毛細血管の内圧が上昇して、水分が外に押し出される状態。左心不全や僧帽弁狭窄症などが原因となる。
2. 血漿膠質浸透圧の低下
血液中のタンパク質（アルブミン）が減少することにより血管内に水分を留めておけなくなり、血管外に流出する状態。肝硬変やネフローゼ症候群などが原因となる。
3. 血管透過性の亢進
血管壁が水分を通しやすくなり、血管外へ漏出する状態。重症肺炎などが原因となる。

外因性には有毒ガスの吸入や感電、重症外傷が多い。
1. 窒息剤、びらん剤などの化学兵器による物
2. 感電、重症外傷による心不全、肺の毛細血管の損傷による物
3. 薬物、覚せい剤の加熱吸引、燐化水素の吸引、サイアザイド系（チアジド系）利尿薬による急性アレルギーによる物
4. 高山などの低気圧環境による物（高地肺水腫）
5. 水難事故などによる溺水

## 症状
肺水腫の主な症状は呼吸困難である。ピンク色・泡沫状の痰が出る場合もある。

## 検査所見
診断は胸部X線撮影で行う。
- 聴診 - 肺野全体に水泡性ラ音が聴取される[疑問点 – ノート]。
- 胸部単純X線撮影 -肺野全体の透過性が低下し、真っ白になる。肺葉間に水分が溜まり、vanishing tumorと呼ばれる腫瘤影がみられる。心不全を合併する場合は心陰影の拡大がみられる[疑問点 – ノート]。

## 治療
肺胞内の水分除去のための利尿薬、肺の炎症を抑えるための薬が用いられる。あわせて、酸素投与を行ったり、重症の場合には人工呼吸器を用いて、気道内を陽圧に保つ治療が行われたりする。